# الأمن القومي والدبلوماسية النووية (كتاب)
الأمن القومي والدبلوماسية النووية (الفارسية: امنیت ملی و دیپلماسی هسته‌ای ) هي مذكرات حسن روحاني، الرئيس الإيراني السابق والأمين الأول للمجلس الأعلى للأمن القومي في إيران. تولى روحاني قيادة القضية النووية الإيرانية في عهد الرئيس محمد خاتمي مع تصاعد التوترات بشأن البرنامج النووي الإيراني. بعد مرور عامين تقريبًا على نشر الكتاب في عام 2011، انتُخب روحاني رئيسًا لإيران في 15 حزيران 2013. يركز الكتاب على البرنامج النووي الإيراني والتحديات التي تواجهه من الدول الغربية، وخاصة الولايات المتحدة وثلاث دول أوروبية هي فرنسا وألمانيا والمملكة المتحدة. ويغطي الكتاب فترة 678 يوما (من 6 أكتوبر/تشرين الأول 2003 إلى 15 أغسطس/آب 2005) عندما كان روحاني وفريقه يتعاملون مع القضية النووية الإيرانية. علاوة على ذلك، فإن تاريخ التقنية النووية الإيرانية وعملية تحقيق دورة الوقود النووي الكاملة هي من المواضيع الرئيسة للكتاب.
"الأمن القومي والدبلوماسية النووية" هو أول كتاب يكتبه أحد قادة فريق التفاوض النووي الإيراني. وقد نُشرت مذكرات أخرى أيضًا بشأن القضية النووية الإيرانية، بما في ذلك مذكرات محمد البرادعي (المدير العام السابق للوكالة الدولية للطاقة الذرية)، ويوشكا فيشر (وزير الخارجية الألماني السابق)، وجاك سترو (وزير الخارجية البريطاني [الإنجليزية] السابق)، وحسين موسويان [الإنجليزية] (عضو سابق في فريق التفاوض النووي الإيراني).

## الاستقبال
قُدم كتاب "الأمن القومي والدبلوماسية النووية" في المكتبات دون أي حفل إزاحة الستار عنه، وبعد تقديم محدود على عدد قليل من المواقع الإلكترونية. ولذلك فإن أغلب وسائل الإعلام والنقاد لم يكونوا على علم بهذا الأمر لفترة من الوقت. ومع ذلك، بعد المقابلة التي أجرتها مجلة مهرنامة مع حسن روحاني في مايو/أيار 2012، تصدّر الكتاب عناوين الأخبار ليس فقط في وسائل الإعلام المطبوعة المحلية، بل وأيضًا في نظيراتها خارج البلاد، بما في ذلك قناة بي بي سي بالفارسية [الإنجليزية]، وكُتبت العديد من الانتقادات عنه.

## طالع أيضًا
- البرنامج النووي الإيراني
- الجدول الزمني للبرنامج النووي الإيراني [الإنجليزية]
- ليس لضعاف القلوب
- الوفاق البراجماتي

## روابط خارجية
- حسن روحاني، المحافظ المعتدل في إيران، وراء الاختراق النووي
- الطموحات النووية الإيرانية تهدد العالم - JCPA - 6 أغسطس/آب 2009
- صنع القرار النووي في إيران: لمحة نادرة جامعة برانديز
- الأمن القومي الإيراني والدبلوماسية النووية: نظرة من الداخل
- المفاوض النووي الإيراني السابق حسن روحاني يكشف تفاصيل جديدة عن السياسة النووية الإيرانية